# Diaphus handi
Diaphus handi är en fiskart som beskrevs av Fowler, 1934. Diaphus handi ingår i släktet Diaphus och familjen prickfiskar. Inga underarter finns listade i Catalogue of Life.